# Étoile de Guinée
O Étoile de Guinée é um clube de futebol com sede em Conacri, Guiné. A equipe compete no Campeonato Guineano de Futebol.

## História
O clube foi fundado em 1996.